# Џоана Касиди
Џоана Вирџинија Каски (енгл. Joanna Virginia Caskey; Хадонфилд, Њу Џерси, 2. август 1944), позната као Џоана Касиди (енгл. Joanna Cassidy), америчка је позоришна, филмска и ТВ глумица.
Најпознатија је по улогама у филмовима Истребљивач (1982), Под ватром (1983), Четврти протокол (1987), Ко је сместио Зеки Роџеру (1988), Испоручити на одредиште (1989), Немој рећи мами код куће смо сами (1991), Вампир у Бруклину (1995), Ланчана реакција (1996) и Поштена куртизана (1998). Од 2001. до 2005. играла је Маргарет Ченовит у драмској серији Шест стопа под земљом.
Касиди, која је у својој каријери одиграла више од 160 улога, освојила је награду Златни глобус 1984. године, Награда канадске Академије Џемини, а такође је била номинована за три Емија. Њена улога у „Под ватром” награђена је 1984. наградом Националног друштва филмских критичара и наградом Сен Жорди Крос, а за „Ко је сместио Зеки Роџеру” Касиди је номинована за Сатурн.